# Darin Erstad
Darin Charles Erstad (Jamestown, Dakota del Norte, 4 de junio de 1974), más conocido como Darin Erstad, es un exjugador profesional estadounidense de béisbol que se desempeñó en la posición de jardinero central en las Grandes Ligas de Béisbol (MLB). Logró obtener tres Guantes de Oro.

## Carrera
Erstad jugó como profesional once temporadas en Los Angeles Angels (1996-2006), después pasó a Chicago White Sox (2007), luego a Houston Astros, donde jugó dos temporadas (2008-2009), y fue el equipo en el que se retiró.

## Premios
Fue galardonado con el Guante de Oro en tres oportunidades (2000, 2002 y 2004).